# Batalion „Gustaw”

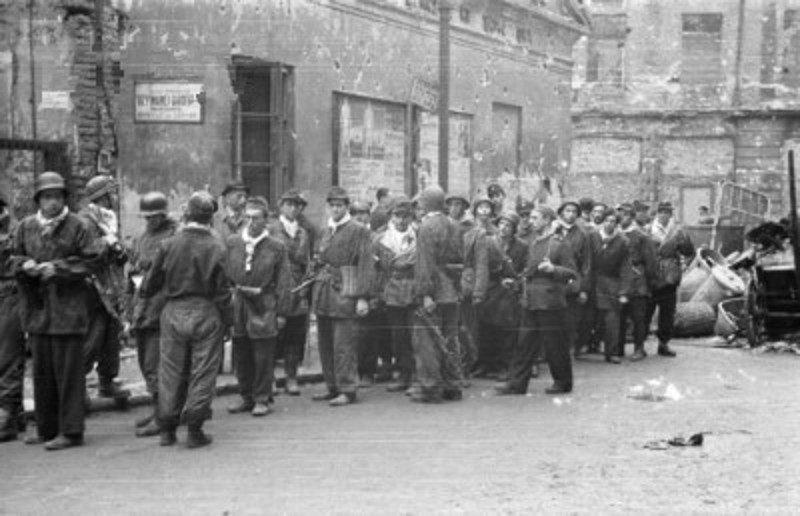
Część kompanii "Anna" batalionu "Gustaw" na rogu ul. Widok i Brackiej

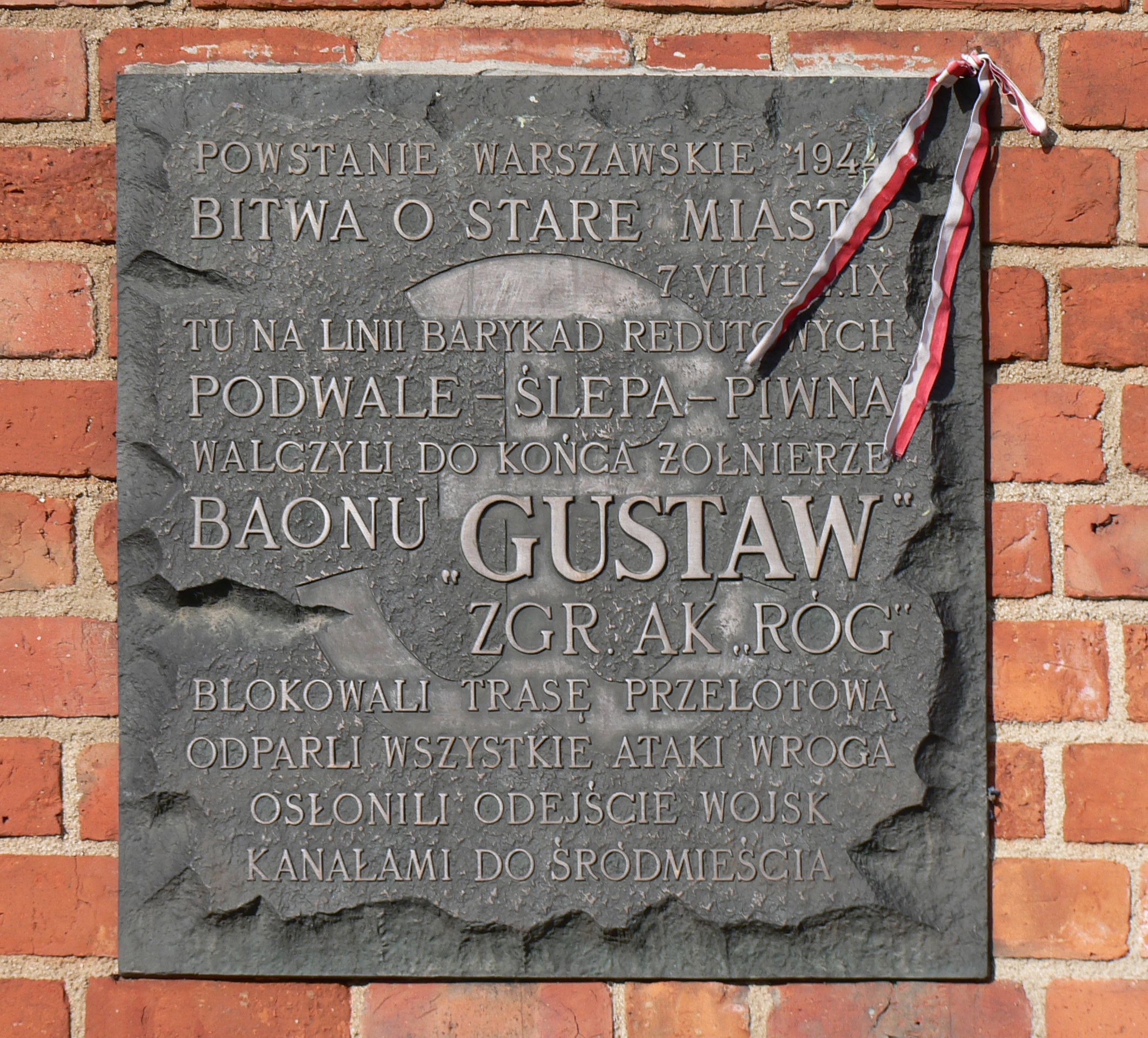
Tablica upamiętniająca batalion na murach obronnych Starego Miasta w Warszawie

Batalion „Gustaw” – batalion utworzony na bazie Narodowej Organizacji Wojskowej, podległy zgrupowaniu Róg. Od 1942 był dowodzony przez mjr. Ludwika Gawrycha (pseud. „Gustaw”).

## Opis
Batalion brał udział w powstaniu warszawskim. Walczył w I Obwodzie na Starym Mieście (południowo-wschodni odcinek obrony). Część batalionu została odcięta w Śródmieściu (kompania "Grażyna" i kompania "Genowefa") tworząc Batalion "Harnaś". Pozostałe kompanie (kompanie "Gertruda" i kompania "Harcerska"), zostały uzupełnione kompaniami z rozwiązanego Batalionu "Antoni" i Oddziałem Specjalnym "Juliusz". 
7 sierpnia batalion wszedł do Grupy Północ. 13 sierpnia w wyniku eksplozji „czołgu pułapki“, zginęło 67 (zaś 13 rannych zmarło w wyniku ran) żołnierzy kompanii "Gertruda" i "Harcerska".
31 sierpnia 1944 r. doszło do tzw. buntu „Gustawa“. Wobec klęski planów dowództwa powstańczego przebicia sił powstańczych ze Starego Miasta do Śródmieścia, olbrzymich strat powstańców oraz praktycznego wyczerpania się amunicji, część oddziałów powstańczych zaczęła porzucać broń i rozchodzić się. Dowódca zgrupowania „Róg“ walczącego na Starym Mieście zarzucił mjr. Gawrychowi, że wobec bezładnej ewakuacji ze Starego Miasta jego żołnierze samowolnie opuścili stanowiska bojowe. Prawdopodobnie Gawrych rzeczywiście, bez rozkazu przełożonych,  dla ratowania swoich ludzi ściągnął ich w okolice włazów, którymi miała następować ewakuacja, zostawiając jednak silnej grupę osłonową.
Po 3 września, po wycofaniu ze Starego Miasta, połączył siły z batalionem Harnaś (dowództwo nad tym zgrupowaniem objął Ludwik Gawrych po śmierci kpt. Mariana Krawczyka). Razem rozpoczęły obronę: ul. Mazowiecka – Świętokrzyska – plac Napoleona – ul. Górskiego. 6 września z dotychczasowych oddziałów utworzono jedną kompanię zbiorczą i włączono ją do Zgrupowania "Bartkiewicz".
Wspólne siły oddziałów AK/NOW: "Antoni" – "Gustaw" – "Harnaś" wynosiły ok. 750 żołnierzy. Szacuje się, że liczba poległych i zaginionych w powstaniu to ok. 400 osób. W tym batalionie walczyli m.in.: Ludwik Gawrych, Jan Hermanowski, Witold Kieżun, ks. Wacław Karłowicz (kapelan), Edward Chudzyński, Stefan Zielewicz i Andrzej Bieńkowski. Sanitariuszkami w tym batalionie były Henryka Brzeska i Anna Przecławska.
Szkoła Podstawowa nr 279 na Przyczółku Grochowskim nosi imię Batalionów AK "Gustaw" i "Harnaś".

## Ordre de bataille batalionu
W przededniu powstania skład batalionu przedstawiał się następująco:
- Dowódca batalionu - kpt. sł. st. piech. Ludwik Gawrych "Gustaw";
- 1 Kompania "Grażyna" - dowódca ppor. rez. piech. Marian Eustachy Krawczyk "Harnaś";
  - Pluton 1119 - dowódca  ppor. cz. woj. Marian Gałęzowski "Marian";
  - Pluton 1120 - dowódca plut. pchor. Zbigniew Siciński "Kazimierz";
  - Pluton 1121 - dowódca plut. pchor. Bolesław Koucki "Kocio";
- 2 Kompania "Genowefa" - dowódca por. rez. piech. inż. Mieczysław Józef Ciopa "Marabut";
  - Pluton 1122 - dowódca ppor. rez. art. Seweryn Krzyżanowski "Biskup";
  - Pluton 1123 - dowódca ppor. rez. piech. Bolesław Kostecki "Marcin";
  - Pluton 1124 - dowódca st. sierż. Marian Berdycki "Turek";
- 3 Kompania "Gertruda" - dowódca por. rez. Jan Hermanowski "Włodzimierz";
  - Pluton 1125 - dowódca ppor. rez. art. Stanisław Wysocki "Ryszard";
  - Pluton 1126 - dowódca plut. Zygmunt Stępień "Dziarski";
  - Pluton 1127 - dowódca plut. Wincenty Otton Pawelski "Kroś";
- 4 Kompania "Harcerska" - dowódca ppor. rez. piech. Wojciech Pszczółkowski "Kostka";
  - Pluton I - dowódca plut. pchor. Zbigniew Fallenbuhl "Wilanowski";
  - Pluton II - dowódca plut. pchor. Janusz Gładych "Bemol";
  - Pluton III - dowódca plut. pchor. Tadeusz Iłłakowicz "Krakowski".

W trakcie powstania w skład batalionu wchodziły:
- Kompania "Anna" - dowódca ppor. Andrzej Sanecki "Andrzej" (poległ 24 sierpnia), por. Jerzy Lewenty "Jerzy" (ranny 27 sierpnia), ppor./por. Wojciech Sarnecki "Wojtek" (do 7 września), por. Jerzy Lewenty "Jerzy" (po 7 września);
- Kompania "Aniela" - dowódca kpt. Włodzimierz Stetkiewicz ps. "Włodek";
- Kompania "Gertruda" - dowódca por. Jan Hermanowski "Włodzimierz" (ranny 13 sierpnia). Kompania została rozwiązana 14 sierpnia.
- Kompania "Harcerska" - dowódca ppor/por. Wojciech Pszczółkowski "Kostka";
- Oddział Specjalny "Juliusz" - dowódca por. Zygfryd Maria Urbanyi "Juliusz" (poległ 9 sierpnia); ppor. NN "Ryś" (od 13 sierpnia z Batalionu "Pięść"  - zaginął 21 sierpnia), ppor. Edward Jamnicki "Edward Mirecki", "Książę", ppor. Mirosław Wesołowski "Ira" (poległ 31 sierpnia), pchr./ppor. Ignacy Salwa "Olek".

## Batalion i jego tradycja dzisiaj
W Poznaniu przy Światowym Związku Żołnierzy Armii Krajowej Okręg Wielkopolska i Środowisku "Syrena" zrzeszającym powstańców warszawskich działa Grupa Historyczna "Gustaw-Harnaś", która podtrzymuje tradycję i pamięć o Batalionie. Jako główny cel członkowie grupy stawiają sobie kontynuację idei Armii Krajowej, pamięci o powstańcach i propagowanie wiedzy o Powstaniu, a w szczególności Batalionie Gustaw-Harnaś.